# Epiblastus torricellensis
Lan dạ bích Torricelli (danh pháp hai phần: Epiblastus torricellensis) là một loài thực vật có hoa trong họ Lan. Loài này được Schltr. mô tả khoa học đầu tiên năm 1911.